# Corneliu Momanu
Corneliu Momanu (n. 19 septembrie 1949, satul Brătila, județul Bacău- 25 octombrie 2021) a fost un politician român, deputat în legislatura 2004-2008.

## Activitate politică
Corneliu Momanu a fost ales pe listele PNL dar în decembrie 2006 a devenit deputat independent pânǎ în februarie 2008, când a devenit membru PD-L.  
Corneliu Momanu este membru al Partidului Liberal Democrat, președinte al filialei Vrancea al acestui partid.
Pagina web a deputatului de Vrancea Corneliu Momanu o puteti gasi la http://www.corneliumomanu.ro Arhivat în 28 septembrie 2007, la Wayback Machine. .
În cadrul activității sale parlamentare, Corneliu Momanu a fost membru în grupurile parlamentare de prietenie cu Republica Elenă și Republica Letonia. 

## Primar
În perioada 1990-1992, Corneliu Momanu a fost primar al municipiului Focșani. 
1. ↑  „deces”.